# Monastero dorato di San Michele
Il monastero dorato di San Michele (in ucraino Михайлівський золотоверхий монастир?, Mychajlivs'kyj zolotoverchyj monastyr) è un monastero situato a Kiev, capitale dell'Ucraina. Il monastero si trova sulla cima di una collina posta alla destra del fiume Dnepr. La zona fa parte della città alta storica (in ucraino: Старий Київ, traslitterato: Starij Kyïv) e domina il quartiere storico dei mercanti, chiamato Podil (in ucraino: Поділ).
Originariamente costruito in epoca medievale da Svjatopolk II di Kiev, il monastero di San Michele comprende l'omonima cattedrale, il refettorio di San Giovanni il Teologo costruito nel 1713, l'economato del 1760 e il campanile del 1716-1719. Gli esterni del complesso furono ricostruiti in stile Barocco ucraino nel XVIII secolo, mentre gli interni sono rimasti nell'originale stile bizantino. La cattedrale e il monastero vennero demoliti dalle autorità sovietiche negli anni 1930, ma in seguito all'indipendenza dell'Ucraina del 1991 gli edifici vennero ricostruiti, e nel 1999 vennero riaperti al pubblico.

## Storia

### Origini
Sebbene alcuni studiosi non credano che il principe Izjaslav I di Kiev, il cui nome cristiano era Demetrio, abbia costruito per il primo monastero originario e la chiesa di San Demetrio nella città alta di Kiev vicino alla cattedrale di Santa Sofia nel 1050, è attestato in documenti storici che circa mezzo secolo dopo suo figlio Svjatopolk II di Kiev commissionò una chiesa convenutale (costruita dal 1108 al 1113) dedicata a San Michele arcangelo. Uno dei motivi per la costruzione della chiesa potrebbe essere stata la recente vittoria sul popolo nomade dei Polovesi, dal momento che san Michele arcangelo era considerato il patrono dei soldati e delle vittorie. Nel 1906 venne infatti ritrovata in via dei Tre Santi (Tr'ochsvjatytel's'ka vulycja), nella parte opposta alla porta d'ingresso del monastero, un'armatura e un cofanetto di gioielli d'argento e d'oro (oggi in parte esposti al Metropolitan Museum of Art di New York e al British Museum di Londra) risalenti all'XI-XII secolo, probabilmente sepolti per nasconderli dalle invasioni tartare e dal saccheggio di Kiev del 1240.

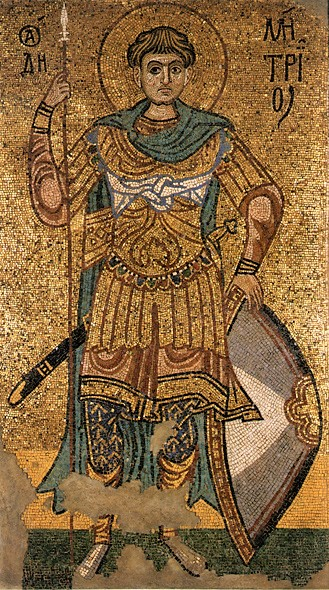
Il mosaico di San Demetrio fatto realizzare nella cattedrale da Svjatopolk II per glorificare il protettore di suo padre

Il monastero venne utilizzato come chiostro della famiglia di Svjatopolk, tanto che diversi membri di essa vi furono sepolti, mentre Vladimiro II il Monomaco e la sua famiglia utilizzarono il monastero di Vyduvici). Le cupole della cattedrale vennero ricoperte d'oro dalla Rus' di Kiev: tale pratica divenne regolare con il passare del tempo, tanto che il monastero acquisì il soprannome di "monastero dalle cupole dorate" o "dai tetti d'oro".
Durante l'invasione tatara-mongola del 1240 il monastero venne seriamente danneggiato e le coperture d'oro vennero rubate dagli invasori. Conseguentemente, il chiostro venne abbandonato e cadde in rovina, tanto che non vi è documentazione su di esso per i seguenti due secoli e mezzo.
Nel 1496 l'attività era stata ripresa nel monastero, il quale cambiò l'intitolazione da monastero di San Demetrio a monastero di San Michele.
Dopo numerosi restauri e ampliamenti nel XVI secolo, divenne gradualmente uno dei monasteri più famosi e ricchi dell'Ucraina. Nel 1620 Iov Boretsky costruì la residenza del rinnovato metropolita ortodosso di Kiev e nel 1633 Isaya Kopynsky venne nominato supervisore del monastero.

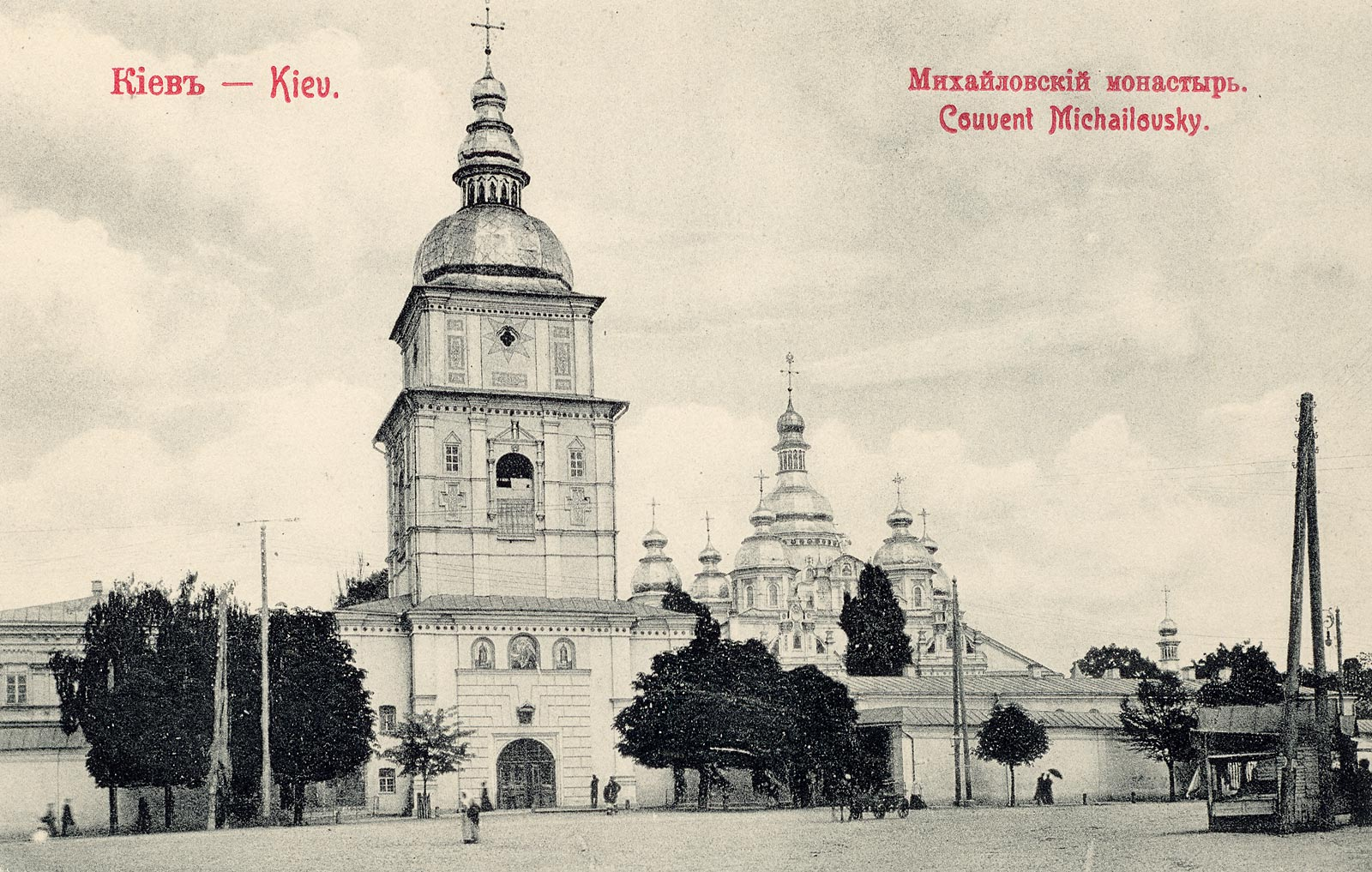
Il monastero all'inizio del XX secolo

Nel corso dei secoli il monastero beneficiò delle grandi risorse donate dagli etmani dei cosacchi di Zaporižžja ed altri benefattori. Le reliquie di Santa Barbara, che furono portate da Costantinopoli a Kiev nel 1108 dalla moglie di Svjatopolk II e conservate in un reliquiario d'argento donato dall'atamano Ivan Mazeppa., divennero un punto di attrazione dei pellegrini. Anche se molti dei terreni vennero sconsacrati nel tardo XVIII secolo, almeno 240 monaci risiedettero nel complesso tra il XIX e il XX secolo. Il monasterò servì da sede per il vescovo di Černigov dopo il 1800. Una scuola di precentori era situata al pian terreno del monastero: molti famosi compositori, tra cui Kirilo Stecenko e Jakov Jacinevic, studiarono in questa scuola.
Nel 1870 circa 100.000 pellegrini resero omaggio a Santa Barbara presso il monastero di San Michele. Prima della Rivoluzione russa del 1917, gli anelli fabbricati e benedetti al monastero di San Michele, conosciuti come "anelli di santa Barbara", erano molto diffusi tra i cittadini di Kiev, servivano come portafortuna, secondo le credenze popolari proteggevano dal malocchio ed erano anche efficaci contro le malattie gravi e la morte improvvisa. Queste credenze nacquero in quanto il monastero rimase indenne dalle epidemie di peste del 1710 e 1770 e dall'epidemia di colera del XIX secolo.

### Epoca sovietica

#### Distruzione
Durante la prima metà degli anni trenta, diverse pubblicazioni sovietiche misero in discussione la datazione della cattedrale, sottolineando che l'edificio medievale aveva subito importanti ricostruzioni e che soltanto poco era stato conservato dell'originale stile bizantino nella cattedrale. Questa ondata di polemiche portò alla demolizione del monastero, al cui posto venne realizzato il nuovo centro amministrativo della Repubblica Socialista Sovietica Ucraina, precedentemente situato nella città di Charkiv.
Prima della sua demolizione, avvenuta dall'8 giugno al 9 luglio 1934, il complesso architettonico venne attentamente studiato da Teodorij Mykolajovyč Movčanivs'kyj e K. Hončarev dell'Istituto per la Cultura Materiale dell'Accademia nazionale delle scienze dell'Ucraina, che da poco era stata purgata e riorganizzata. Sulla base del loro studio, la cattedrale venne descritta principalmente in stile barocco ucraino, anziché medievale, e quindi non meritevole di essere conservata a causa dell'assenza di valore storico e artistico: tale conclusione diede il via libera al piano di demolizione delle autorità. Gli storici, archeologi e architetti locali, sebbene riluttanti, accettarono il piano di demolizione del monastero, mentre solo il professor Mykola Makarenko rifiutò di firmare il provvedimento di demolizione (in seguito Makarenko morì in una prigione sovietica).
Il 26 giugno 1934 iniziarono i lavori per distaccare i mosaici bizantini del XII secolo, che vennero portati all'Accademia russa di belle arti di Leningrado. Gli addetti furono costretti a lavorare in fretta a causa dell'imminente demolizione e quindi non furono in grado di completare l'intero progetto. Nonostante la cura e l'attenzione mostrate durante la rimozione dei mosaici dalle pareti della cattedrale, i mosaici trasferiti non possono essere considerati del tutto autentici.
I restanti mosaici, che coprono un'area di 45 metri quadrati, furono suddivisi tra il Museo di Stato dell'Ermitage, la Galleria Tret'jakov e il Museo statale russo. Altri mosaici furono installati al secondo piano della Cattedrale di Santa Sofia di Kiev, in un luogo non accessibile ai turisti. Altri reperti vennero rubati dai nazisti durante la seconda guerra mondiale e portati in Germania: al termine del conflitto caddero nelle mani degli statunitensi e in seguito vennero restituiti a Mosca.
Durante la primavera del 1935, le cupole d'oro del monastero furono abbattute. I cancelli reali d'argento della cattedrale e il reliquiario d'argento di Mazeppa pesante due pod (32,76 kg) e altri beni preziosi vennero venduti all'estero o semplicemente distrutti. L'iconostasi a cinque livelli del maestro Gregorio venne rimosso dalla cattedrale e in seguito distrutta. Le reliquie di Santa Barbara vennero trasferite alla chiesa delle Decime e, dopo la demolizione di quest'ultima, alla cattedrale di San Vladimiro nel 1961.
Nella primavera-estate del 1936, l'esterno della cattedrale e il campanile vennero fatti esplodere con la dinamite. Anche il Cancello Economico (Ekonomična Brama) e le mura del monastero vennero distrutti. Dopo la demolizione, il Commissariato del popolo per gli affari interni (NKVD) condusse una ricerca approfondita per trovare eventuali oggetti di valore tra le rovine. Lo spazio vuoto risultante venne unito alla piazza Sofiïvska, ridenominata piazza del Governo (Urjadova), che venne designata per essere il nuovo centro della città e luogo per le parate militari. Le autorità sovietiche bandirono poi una gara su come meglio riempire tale spazio vuota: la maggior parte degli architetti, tra cui Jakiv Štejnberg, suggerirono di installare un'enorme statua di Lenin. La piazza stessa era stata progettata come un rettangolo con enormi edifici governativi sul perimetro e quattro pilastri con statue di lavoratori, contadini e rivoluzionari con bandiere. Alcuni architetti hanno suggerito di demolire la statua di Bohdan Chmel'nyc'kyj in fronte alla cattedrale di Santa Sofia e la cattedrale medesima.

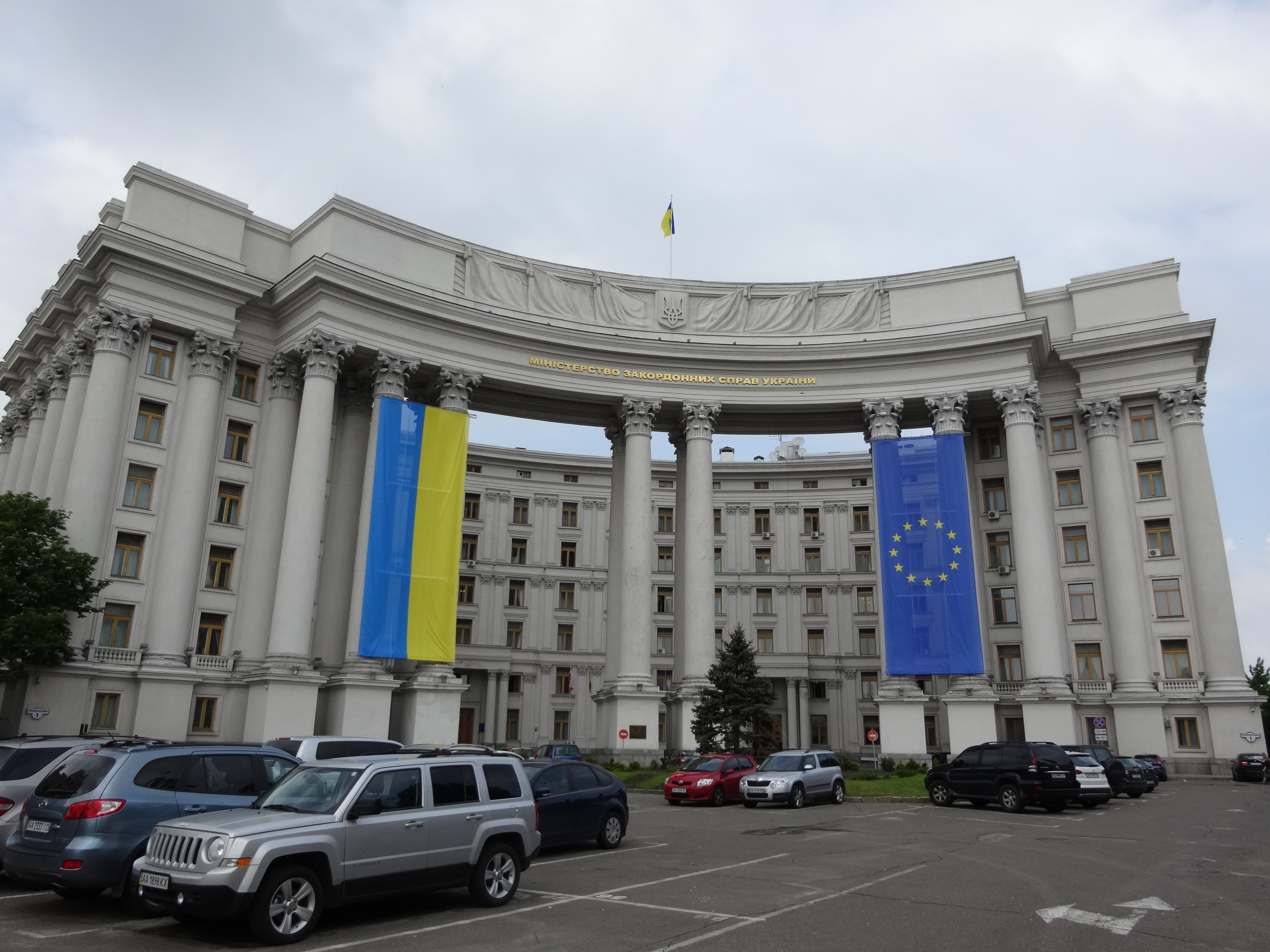
Il Ministero degli affari esteri

Il progetto sovietico rimase però incompiuto, dal momento che venne realizzata una sola palazzina (che attualmente ospita il Ministero degli affari esteri) sul luogo ove sorgeva l'antico monastero. La costruzione del secondo edificio (quello del governo centrale), progettato per essere costruito sul sito in cui era posta la cattedrale distrutta, venne ritardata nella primavera del 1938 poiché le autorità non erano soddisfatte del progetto presentato; questo edificio non riuscì però a materializzarsi e qualche tempo il luogo fu destinato a complesso sportivo, con campi da tennis e pallavolo. Il refettorio (Trapezna) di San Giovanni il Teologo venne riconvertito a spogliatoio.

#### Conservazione

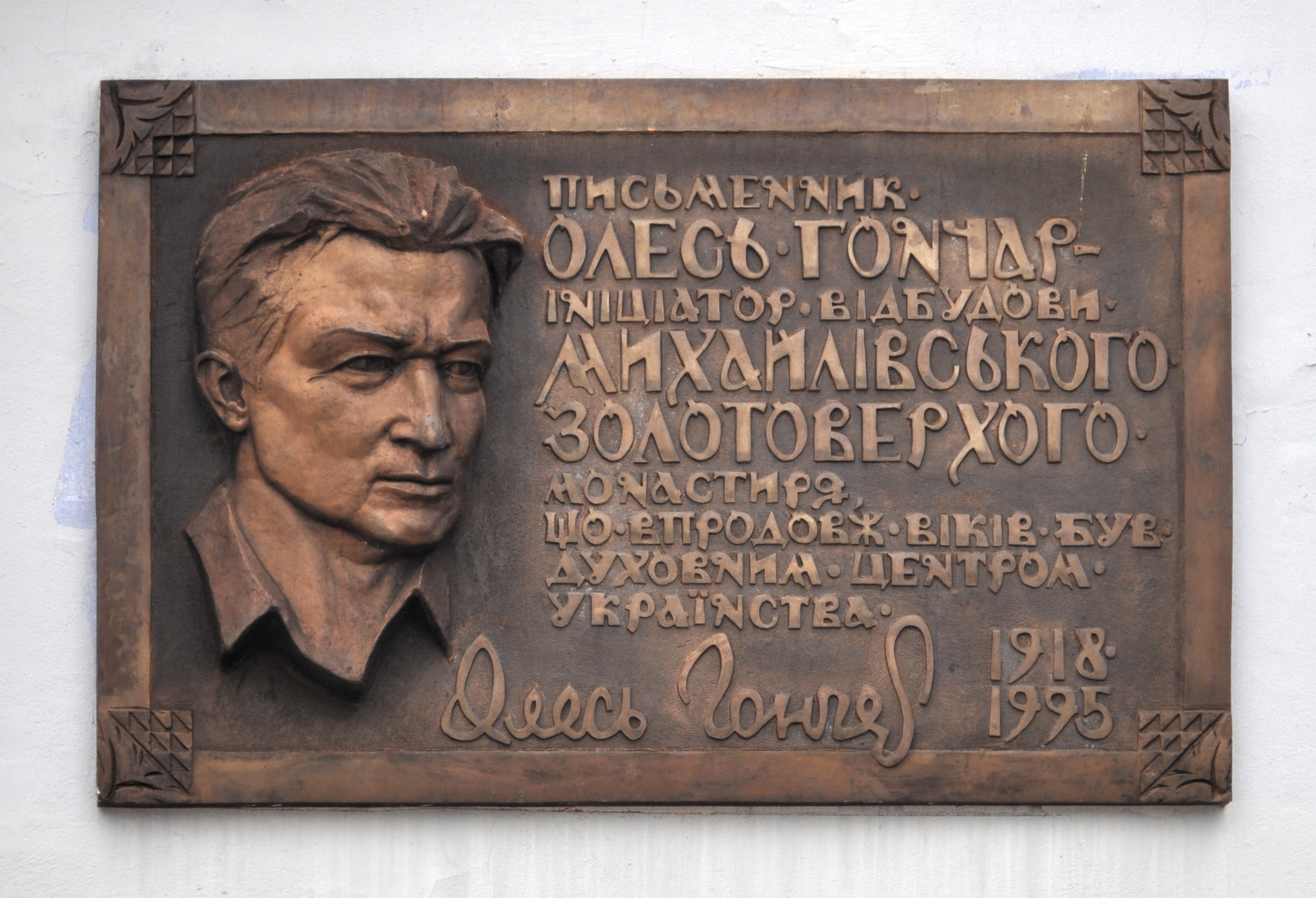
Targa commemorativa di Oles Hončar, promotore della rinascita del monastero

Nell'agosto del 1963, l'ex-refettorio di San Giovanni il Teologo fu designato monumento architettonico nazionale della Repubblica Socialista Sovietica Ucraina. Nel 1973, il comune di Kiev istituì diverse zone di conservazione archeologica all'interno della città: esse comprendevano anche il territorio che circondava il monastero, mentre lo spazio lasciato vuoto dalla cattedrale non venne incluso nel progetto del Museo-parco archeologico-storico della antica Kiev, sviluppato dall'architetto A.M. Milec'kyj con la collaborazione di M.V. Cholostenko e P.P. Toločko.
Negli anni settanta, gli architetti ucraini I. Mel'nyk, A. Zaïka, V. Korol e l'ingegnere A. Koljakov pensarono ad un piano di ricostruzione del monastero di San Michele, piano che, tuttavia, venne preso in considerazione solamente dopo la caduta dell'Unione Sovietica nel 1991.

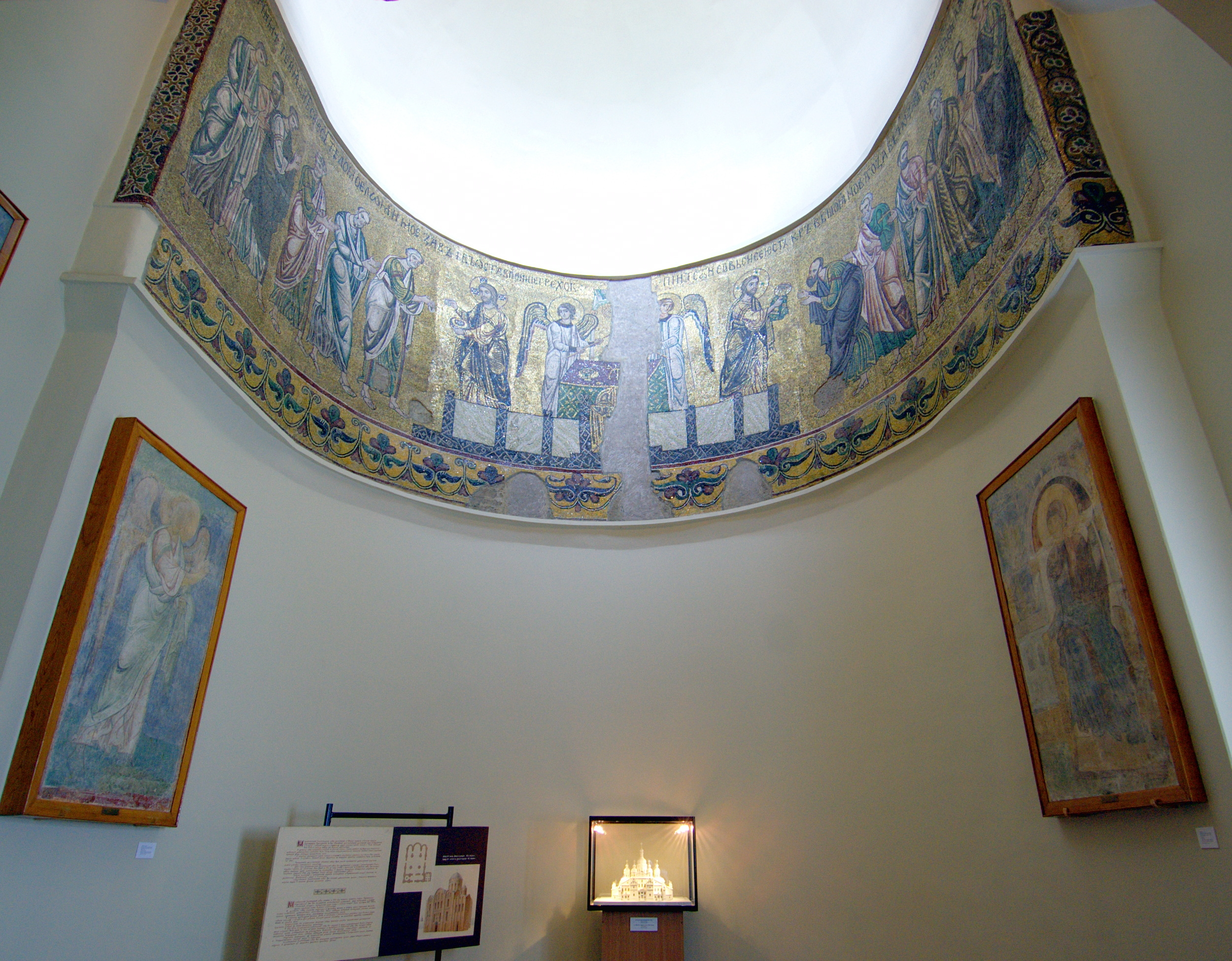
Il mosaico eucaristico dell'antica cattedrale, installato al secondo piano della cattedrale di Santa Sofia

### Dopo l'indipendenza dell'Ucraina
Dopo il riacquisto dell'indipendenza dell'Ucraina nel 1991, si iniziò a condannare la demolizione del monastero, considerata come un crimine, e le voci che chiedevano di ricostruire completamente il monastero, come parte importante del patrimonio culturale del popolo ucraino, iniziarono ad essere ascoltate dal nuovo governo. Tali progetti vennero approvati e condotti nel 1997-1998, dopo che la cattedrale di Santa Sofia e il campanile vennero ceduti alla Chiesa ortodossa ucraina del Patriarcato di Kiev. Durante gli scavi archeologici precedenti alla prima ricostruzione furono rinvenuti oltre 260 preziosi artefatti e una parte dell'antica cattedrale, ancora intatta, che costituisce una parte dell'attuale cripta della cattedrale ricostruita.
Con il sostegno delle autorità della città di Kiev, è stata ricostruita la parte occidentale delle mura di pietra. Il campanile è stato riedificato, realizzando una terrazza panoramica. Al posto dell'orologio meccanico originale, è stato installato un dispositivo elettronico con una serie di quaranta campane tubolari che permettono di suonare le melodie di famosi compositori ucraini La cattedrale è stata poi ricostruita per ultima e decorata con una serie di icone barocche di legno, copie degli antichi mosaici, e affreschi e nuove opere d'arte di artisti ucraini.
La neoricostruita cattedrale dalle cupole d'oro di San Michele venne ufficialmente aperta al pubblico il 30 maggio 1999, anche se le decorazioni interne, i mosaici e gli affreschi vennero completati solo il 28 maggio 2000. Le cappelle laterali sono state consacrate alle sante Barbara e Caterina d'Alessandria nel 2001. Nei quattro anni seguenti, dopo infinite polemiche tra le autorità russe ed ucraine, vennero restituiti da Mosca 18 degli originari 29 mosaici e altre opere d'arte. Alla fine del 2006, i rimanenti affreschi del monastero furono restituiti dal Museo dell'Ermitage di San Pietroburgo, anche se poi sono stati collocati in un museo di Kiev anziché nella chiesa.

### Immagini storiche

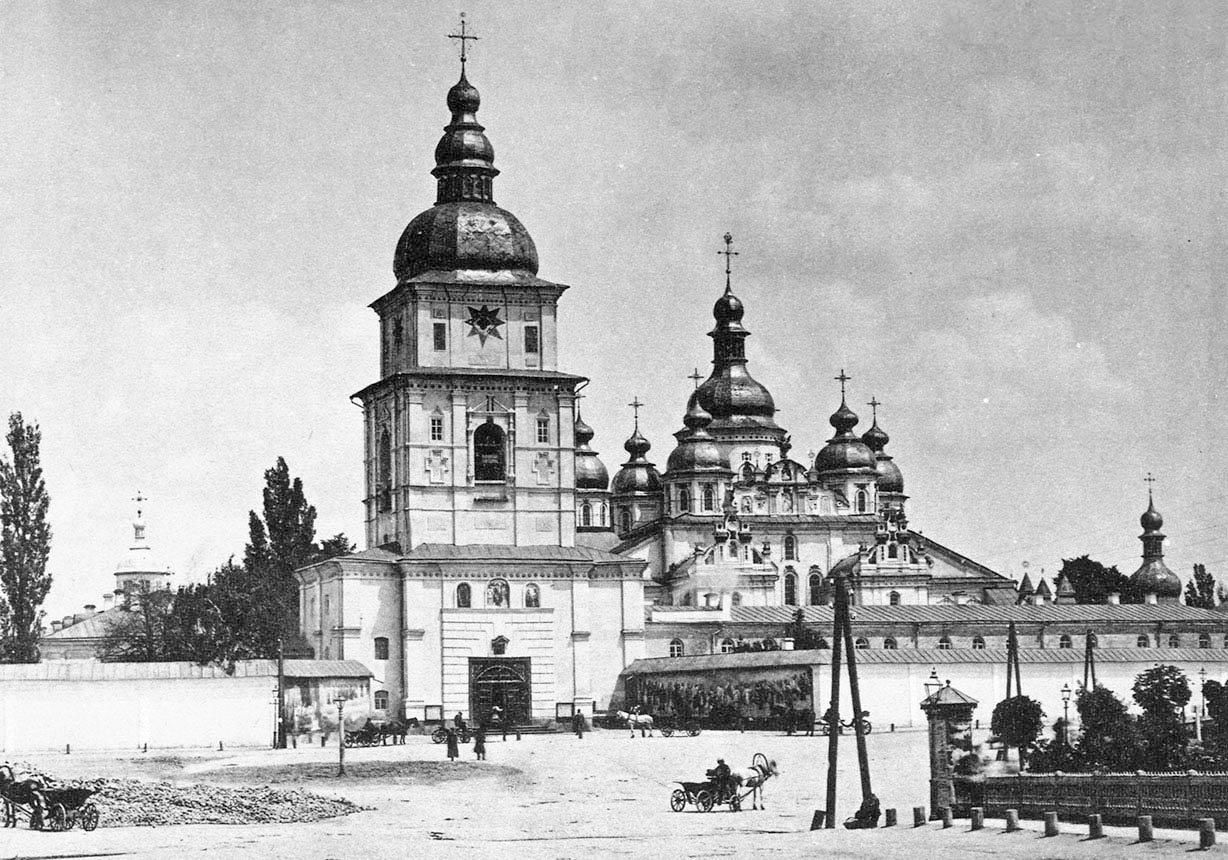
Il monastero durante l'impero russo
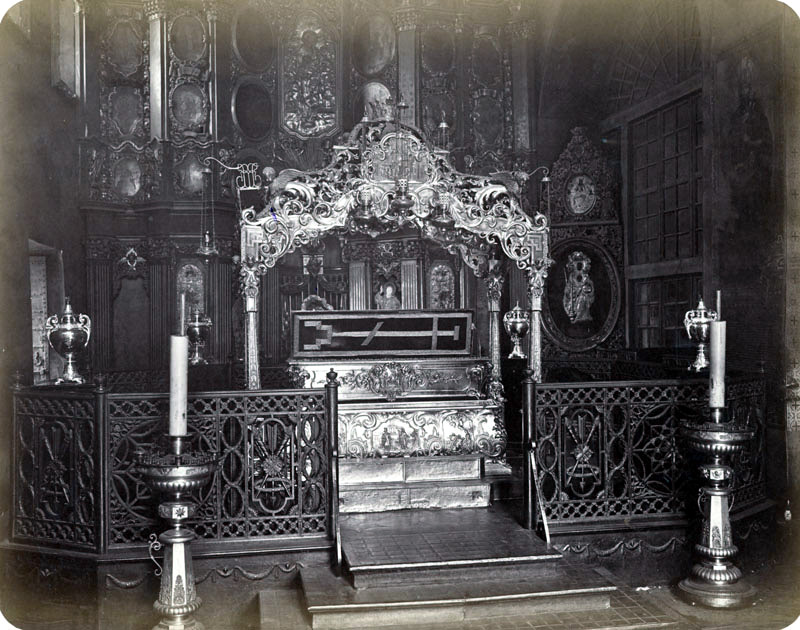
Reliquie di Santa Barbara nel 1872.

## Architettura

### Cattedrale di San Michele

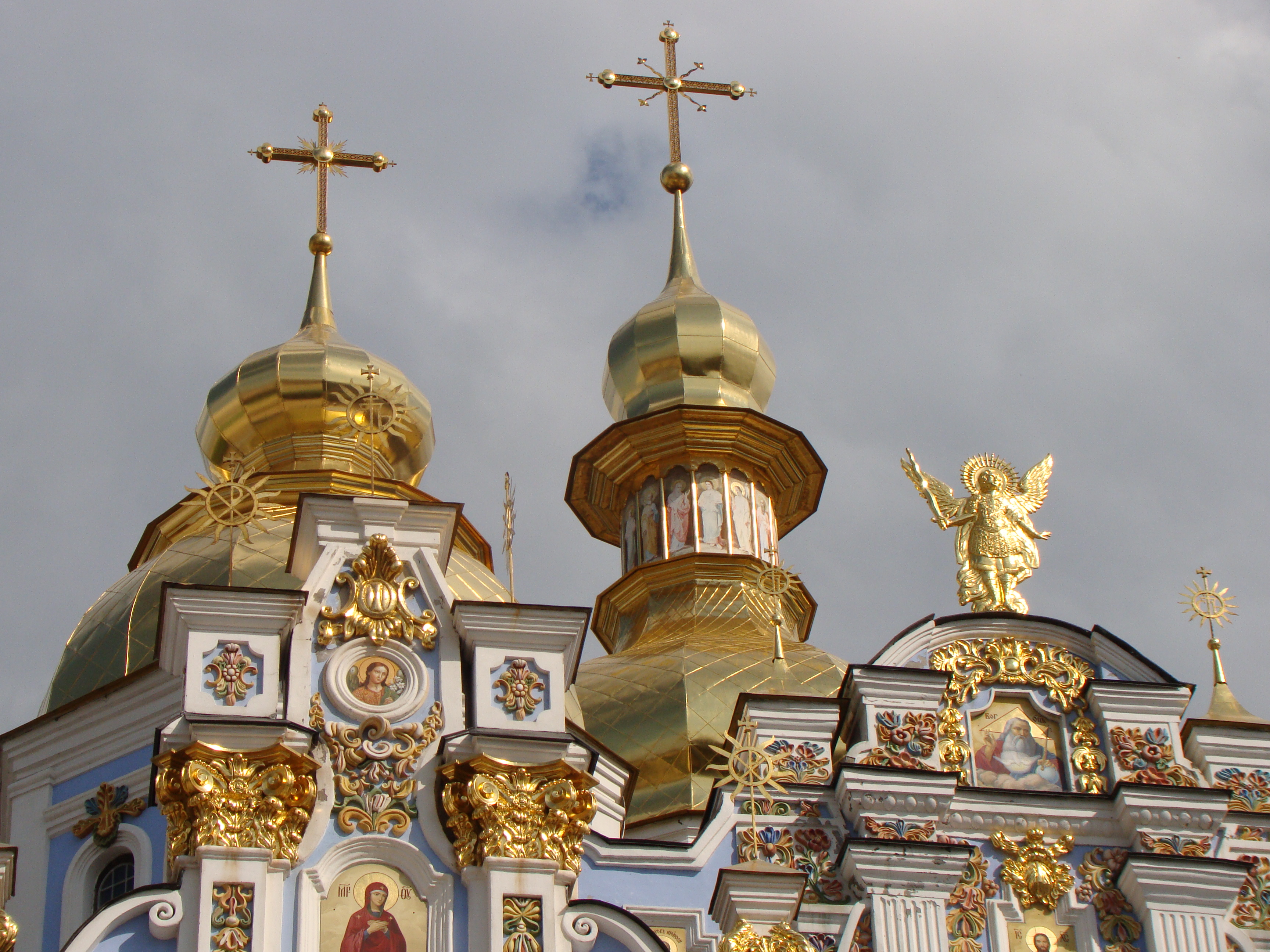
Cupole e statua di San Michele arcangelo

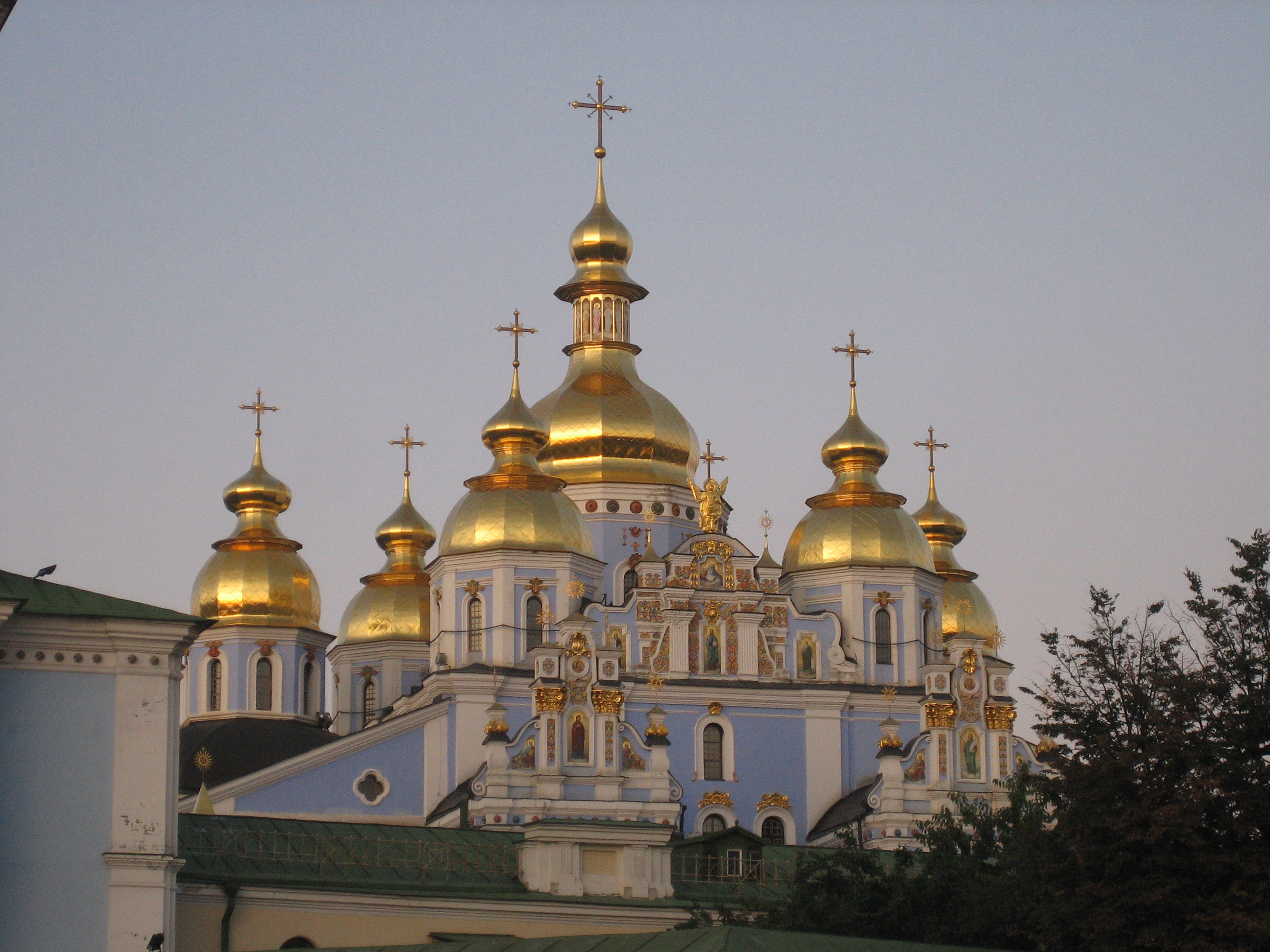
La Cattedrale di San Michele

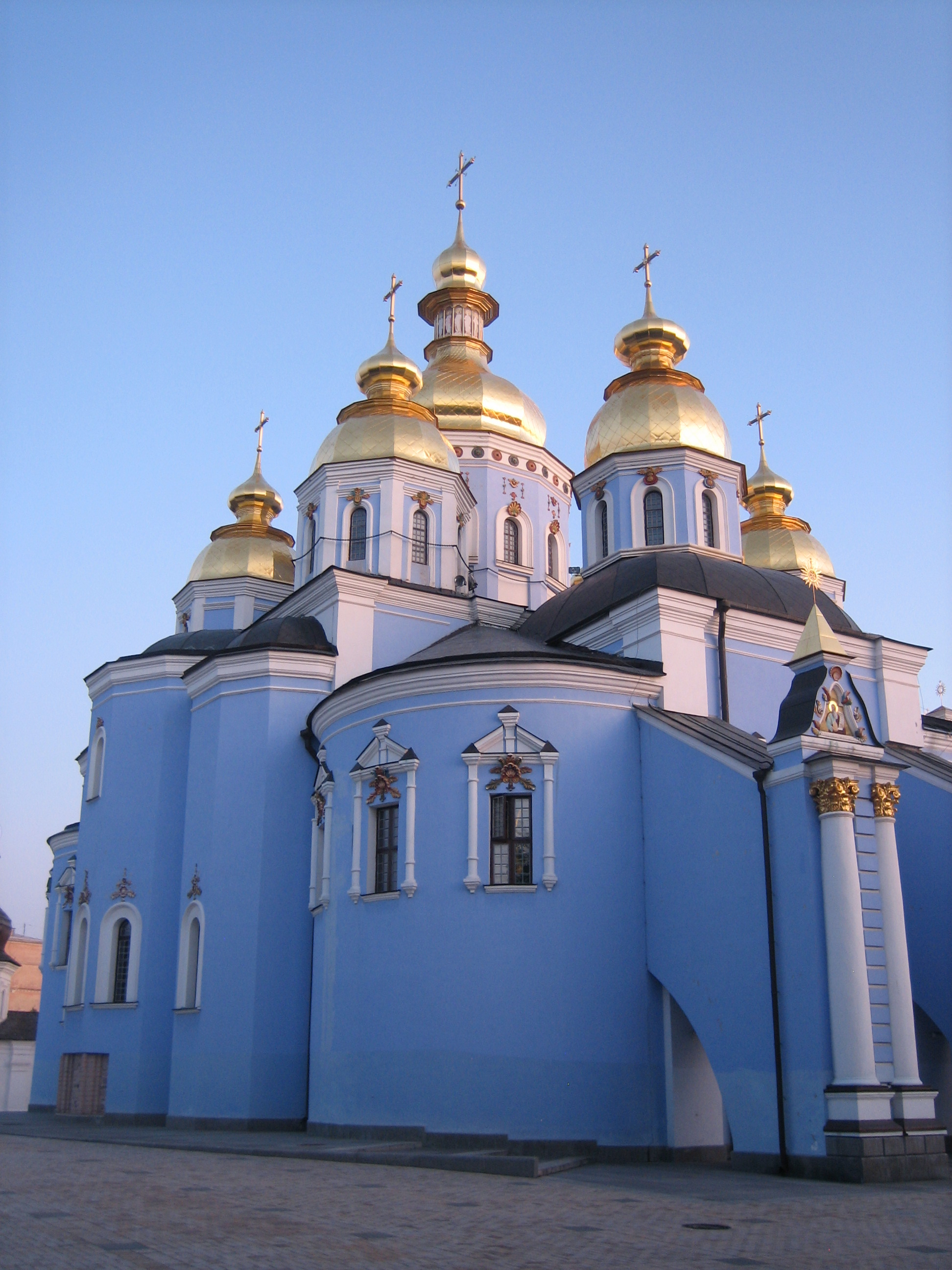
I colori della Cattedrale

L'architettura religiosa del monastero dorato di San Michele incorpora elementi che si sono evoluti dagli stili bizantino e barocco. La cattedrale di San Michele (in ucraino Михайлівський Золотоверхий Cобор?) è la principale chiesa del complesso monastico, mentre all'epoca della costruzione originaria del 1108-1113 era la più grande delle tre chiese del monastero di San Demetrio.
L'antica cattedrale era stata realizzata con lo stile della cattedrale dell'Assunzione del monastero delle grotte di Kiev, con la pianta a croce greca tipica dell'epoca della Rus' di Kiev, sei pilastri e tre absidi. Una piccola chiesa, probabilmente un battistero, venne aggiunto nella parte meridionale della chiesa. Una torre munita di scala che conduceva al cortile venne incorporata nella parte settentrionale del nartece, anziché sporgere dal blocco principale come era comune a quel tempo. È probabile che la cattedrale avesse una singola cupola, anche se due cupole più piccole avrebbero potuto superare la torre e il battistero. La decorazione degli interni era ricca ed abbondante, come testimoniato dai mosaici ancora esistenti.

### Refettorio di San Giovanni il Teologo

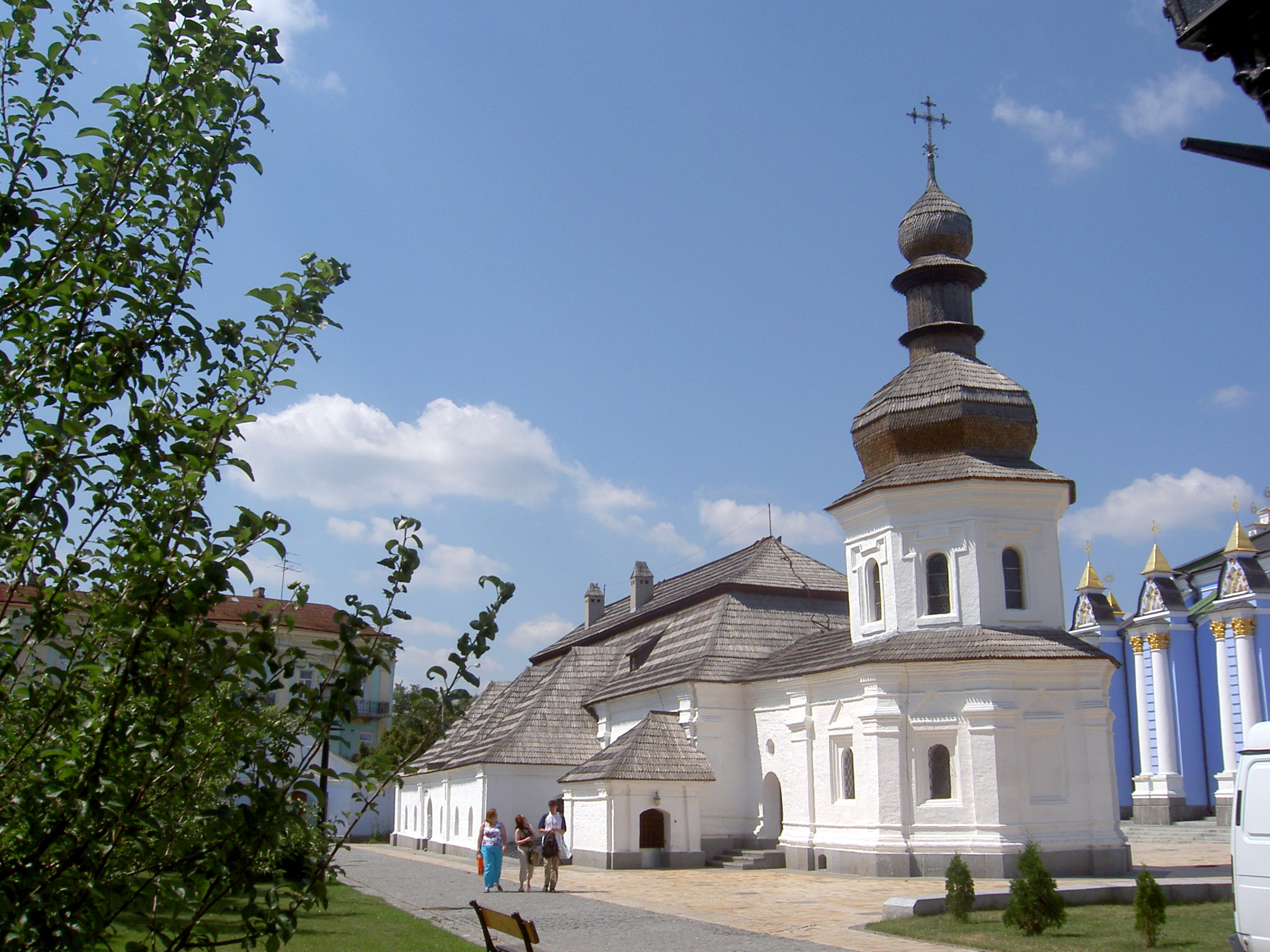
Refettorio di San Giovanni il Teologo

Il refettorio del monastero è un edificio rettangolare in mattoni che contiene una sala da pranzo per i monaci, oltre a diverse cucine e dispense. La chiesa di San Giovanni il Teologo lo affianca da oriente. L'esterno è segmentato da pilastri e presenta una finestra circolare che ricorda la tradizionale architettura della chiesa ortodossa orientale. Il refettorio fu eretto nel 1713, assumendo il posto del refettorio originale in legno. Il suo interno è stato ristrutturato nel 1827 e nel 1837 e il restauro è stato eseguito dal 1976 al 1981.